# XOV
Дамиан Ардестани, больше известный под псевдонимом XOV — шведский музыкант, песенник и продюсер. Он сотрудничал с Лорд над альбомом «Голодные игры: Сойка-пересмешница. Часть 1 — Original Motion Picture Soundtrack», куда входит его песня «Animal». Является одним из создателей благотворительного фонда I AM YOU.
В канун Нового 2016 года XOV на сцене в Берлине играл перед миллионной аудиторией на Бранденбургских воротах. В том же году выступал в нескольких европейских городах, включая Стокгольм, Гётеборг, Берлин, Лондон и Осло. В декабре 2015 года прошёл его первый концерт в Соединенных Штатах.
Сингл «Lucifer» из дебютного альбома Wild (2015) был загружен более 30 млн раз на Spotify.
В марте 2016 года записывал североамериканский дебютный альбом.

## Дискография

### Альбомы
| Год  | Альбом | Высшие позиции в чартах | Сертификация |
| Год  | Альбом | SWE                     | Сертификация |
| ---- | ------ | ----------------------- | ------------ |
| 2015 | Wild   | 42                      |              |

### Мини-альбомы
| Год  | Мини-альбом | Высшие позиции в чартах | Сертификация |
| Год  | Мини-альбом | SWE                     | Сертификация |
| ---- | ----------- | ----------------------- | ------------ |
| 2015 | Lucifer EP  | 20                      | Платиновый   |

### Синглы
| Год  | Сингл     | Высшие позиции в чартах | Высшие позиции в чартах | Альбом |
| Год  | Сингл     | SWE                     | GER                     | Альбом |
| ---- | --------- | ----------------------- | ----------------------- | ------ |
| 2015 | «Lucifer» | 15                      | 11                      | Wild   |

Другие
- 2014: «Город огней» (совместно с Lush и Simon)
- 2014: «Boys Don’t Cry»
- 2014: «Animal»